# Steuerbezirk Silberberg

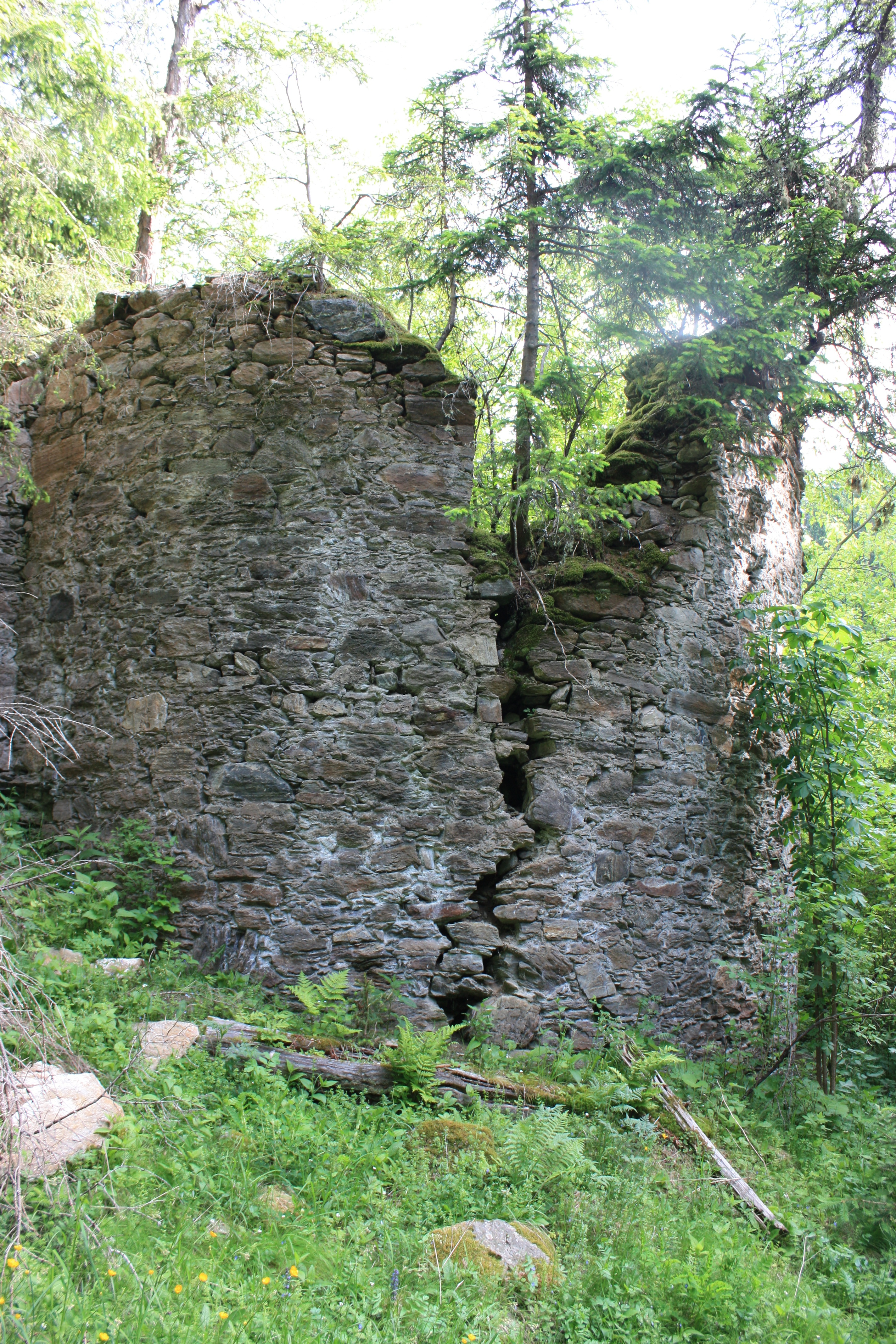
Burgruine Silberberg

Der Steuerbezirk Silberberg war in der ersten Hälfte des 19. Jahrhunderts einer der 89 Bezirke der Provinz Kärnten. Er umfasste nur eine Steuergemeinde in ihren damaligen Grenzen: 
- Katastralgemeinde St. Martin am Silberberg

Benannt war der Steuerbezirk nach der Burg Silberberg. Da die Besitzer der Herrschaft Silberberg jahrhundertelang auch im Besitz von Silberegg am Krappfeld und von Grünburg im Görtschitztal waren, wurde der Steuerbezirk Silberberg zeitweise mit dem Steuerbezirk Silberegg (zu dem Grünburg gehörte), zusammengefasst.
Für sich allein umfasste der Bezirk Silberberg eine Fläche von 3201 Joch, das entspricht etwa 18,4 km². Im Jahr 1846 hatte der Bezirk 342 Einwohner, Bezirkskommissär war damals Hermann Müller. Der Bezirk wurde zu dieser Zeit vom Steuerbezirk Althofen (Herrschaft und Landgericht) aus verwaltet.
Im Zuge der Reformen nach der Revolution von 1848/49 wurden die Steuerbezirke aufgelöst. Die bis dahin dem Steuerbezirk Silberberg zugehörige Katastralgemeinde St. Martin wurde dann der neu errichteten politischen Gemeinde St. Martin am Silberberg und damit dem politischen Bezirk Sankt Veit an der Glan zugeordnet. Heute gehört das Gebiet des ehemaligen Steuerbezirks Silberberg zur Gemeinde Hüttenberg.